# Columba delegorguei
La paloma de Delegorgue (Columba delegorguei) es una especie de ave de la familia Columbidae. Se encuentra en Angola, Kenia, Malaui, Mozambique, Sudáfrica, Sudán del Sur, Tanzania, Uganda, Zambia y Zimbabue. Es parte de la subgénero Turturoena.